# Papaver lateritium
Papaver lateritium är en vallmoväxtart. Papaver lateritium ingår i släktet vallmor, och familjen vallmoväxter.

## Underarter
Arten delas in i följande underarter:
- P. l. lateritium
- P. l. monanthum

## Bildgalleri

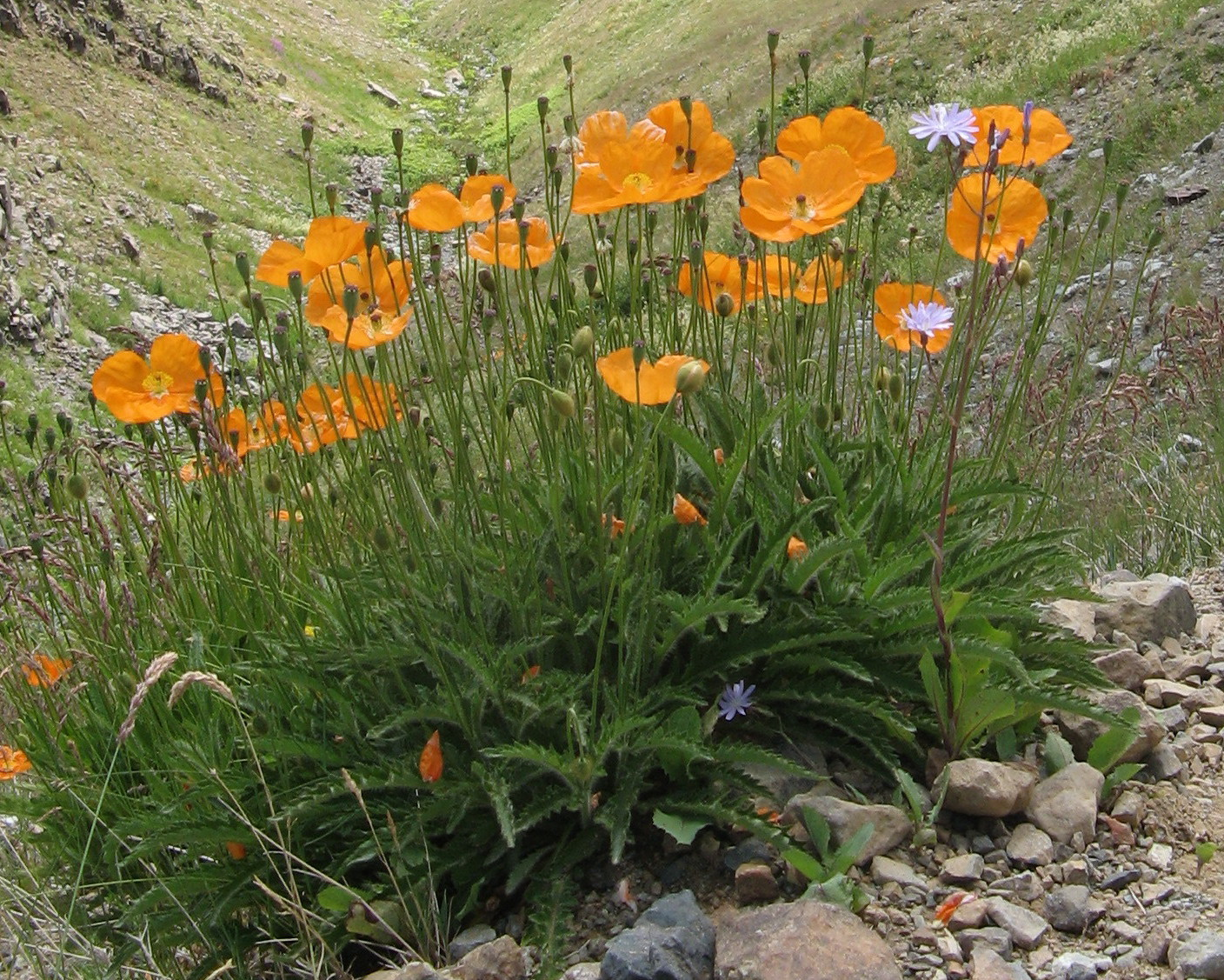
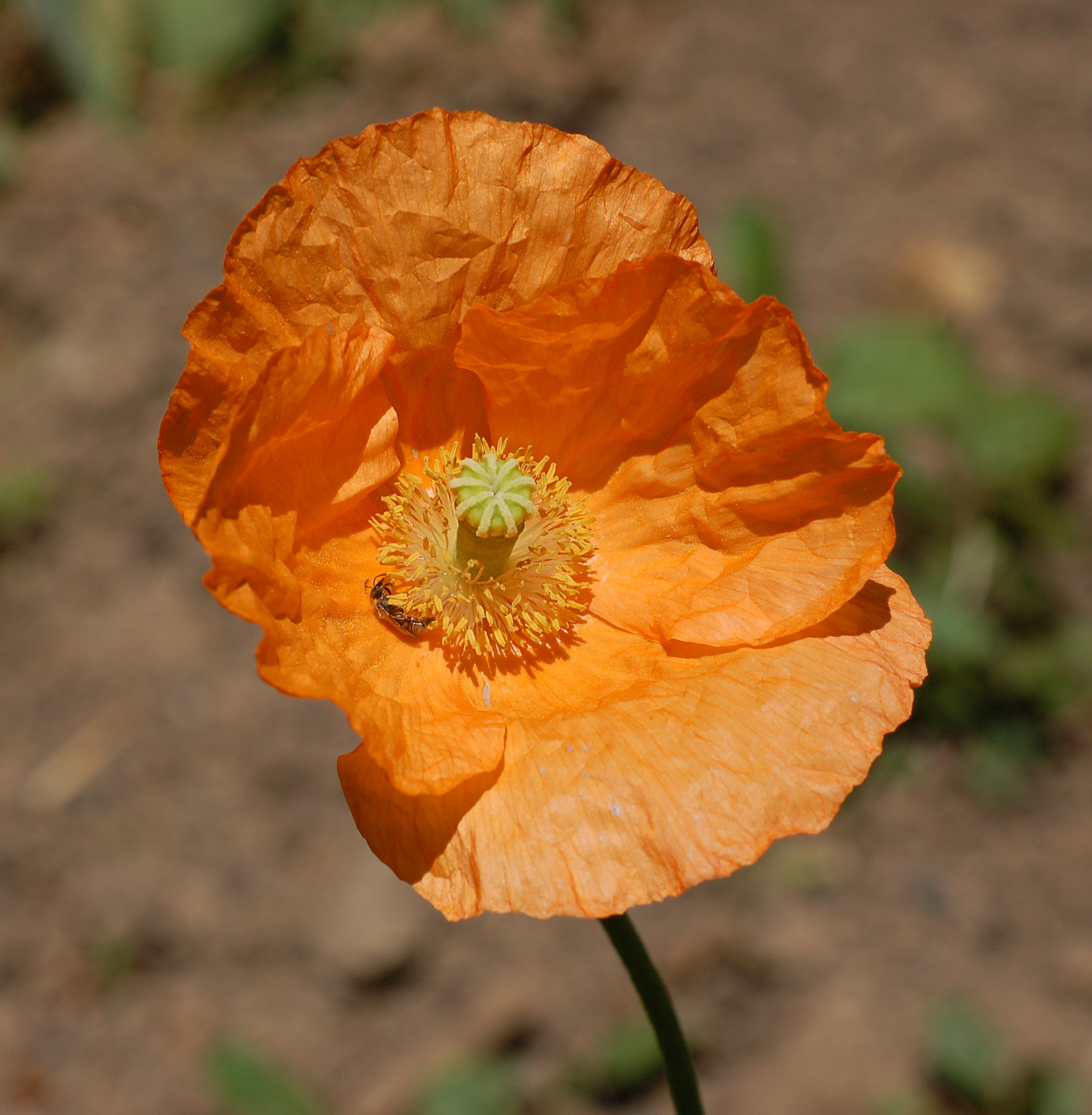